# دستگاه بلوری تک‌شیب

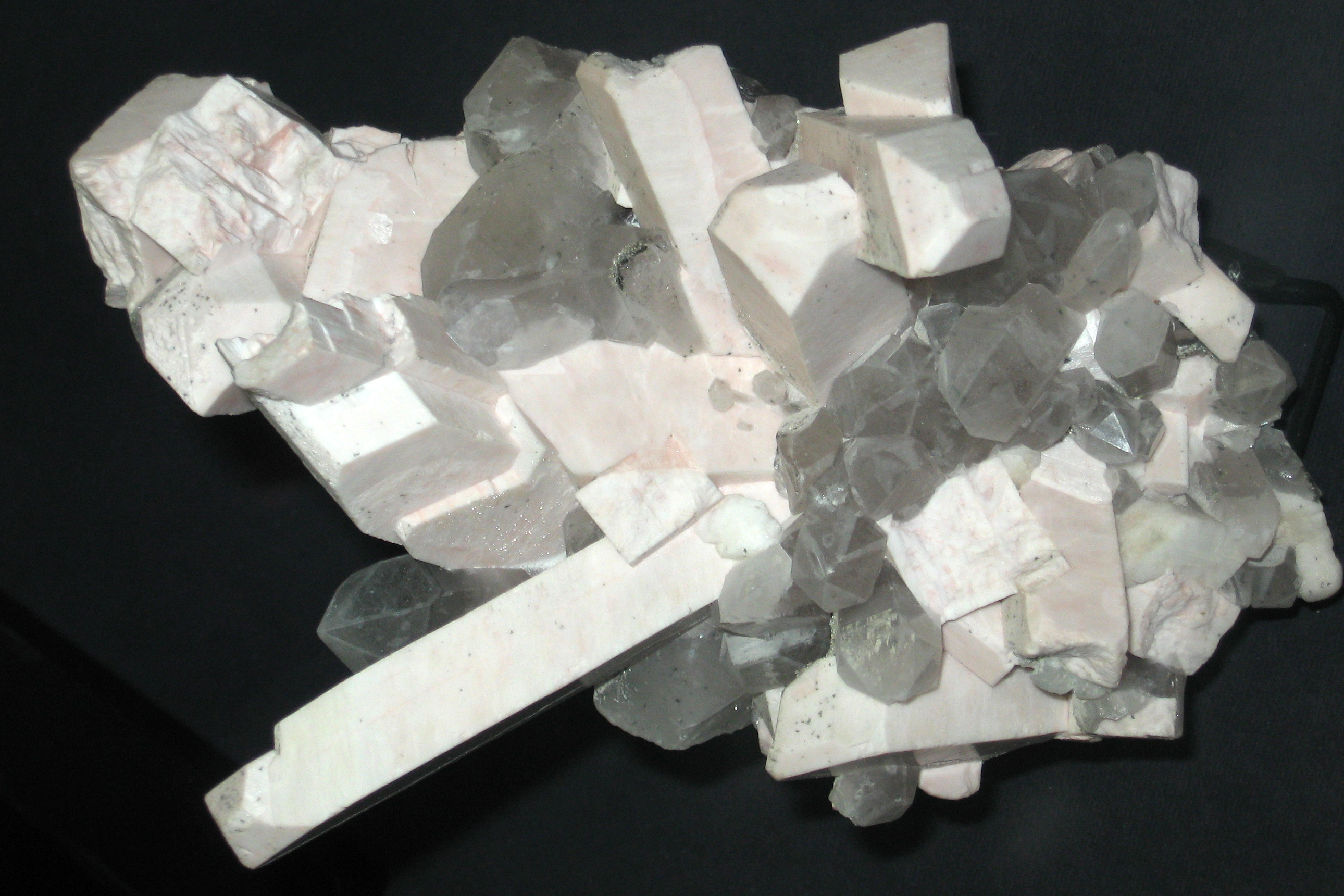
بلور ارتوکلاس KAlSi3O8 با ساختار تک‌شیب

دستگاه بلوری تک‌شیب، سامانهٔ تک‌شیبی یا مونوکلینیک (به انگلیسی: Monoclinic crystal system) یکی از هفت دستگاه بلوری اصلی در بلورشناسی است که ساختار بلورهای مواد جامد را بر اساس تقارن و طول و زاویه محورها دسته‌بندی می‌کند.
بلور در این دستگاه، شکلی مانند یک متوازی‌السطوح کج‌شده دارد؛ یعنی از نظر ظاهری شبیه یک جعبه است که کمی از حالت راست‌گوشه انحراف دارد، به‌طوری‌که فقط یکی از زوایای بین اضلاع، نود درجه نیست.
به عبارتی دیگر، دستگاه بلوری تک‌شیب، ساختاری نسبتاً ساده با یک زاویه کج است که در آن دو محور عمود برهم‌اند، ولی سومین محور با زاویه‌ای متفاوت قرار دارد. این ساختار به دلیل انعطاف در آرایش اتم‌ها، در طبیعت نسبتاً رایج است.
در دستگاه بلوری تک‌شیب، همانند دستگاه بلوری راست‌لوزی (ارترمبیک) بردارها نامساوی‌اند. ساختار منشوری را با قاعده متوازی‌الاضلاع شکل می‌دهد و از این رو دو بردار عمود بوده و بردار سوم زاویه‌ای بجز ۹۰ خواهد داشت.
دو گونه دستگاه تک‌شیب وجود دارد: ساده و و قاعدهٔ مرکزپر.

## ویژگی‌ها
- دارای سه محور بلوری (a, b و c) است.
- طول این محورها معمولاً با هم برابر نیستند: a ≠ b ≠ c
- زاویه‌ها:
  - دو زاویه برابر با ۹۰ درجه هستند: α = γ = ۹۰°
  - یک زاویه با ۹۰ درجه تفاوت دارد: β ≠ ۹۰°

## ساختار هندسی
نمونه مواد:
مواد زیادی در این دستگاه بلوری متبلور می‌شوند، مانند:
- گوگرد
- گچ (ژیپس)
- مونازیت
- برخی از گونه‌های کلسیت و فلدسپات‌ها

## در زمین‌شناسی
در زمین‌شناسی، سامانهٔ تک‌شیبی (monoclinic system) یکی از شش سامانهٔ بلوری که با یک محور دوتایه (twofold axis) یا یک صفحهٔ تقارن یا ترکیبی از آنها مشخص می‌شود.

## در فیزیک
در فیزیک، سامانهٔ تک‌شیبی، سامانه‌ای بلوری است که محورهای خانک واحد آن طول‌های نابرابر دارند، درحالی‌که زاویهٔ بین دو محور هر مقدار دلخواه غیر از ۹۰ درجه است و یکی از محورها بر آن دو محور عمود است

تک‌شیب ساده
تک‌شیب قاعدهٔ مرکزپر